# Альтдорф (Шаффхаузен)
Альтдорф (нем. Altdorf) — деревня в Швейцарии, в кантоне Шаффхаузен. Входит в состав коммуны Тайнген округа Райат.
По некоторым предположениям, впервые упоминается в 830 году, по подтверждённым данным — в 1315 году.
Ранее деревня Альтдорф имела статус коммуны. 1 января 2009 года вошла в состав коммуны Тайнген.

## Динамика населения
| Год     | 1850 | 1860 | 1880 | 1900 | 1910 | 1930 | 1950 | 1970 | 1980 | 1990 | 2000 | 2007 |
| Жителей | 260  | 276  | 235  | 211  | 191  | 155  | 182  | 144  | 145  | 167  | 202  | 209  |